# 魏拯民墓
魏拯民墓，位于中国吉林省桦甸市夹皮沟镇东北黄泥河林场，为一个省级文物保护单位，类型为近现代史迹及代表性建筑，公布时间为1981年4月20日。该文物保护单位由桦甸市文物管理所管理。
魏拯民墓的历史年代为1941年。